# سام ولسفورد
سام ولسفورد (انگلیسی: Sam Welsford؛ زادهٔ ۱۹ ژانویهٔ ۱۹۹۶) دوچرخه‌سوار اهل استرالیا است.
وی در مسابقات کشوری و بین‌المللی در مجموع برندهٔ ۴ مدال طلا، ۱ مدال نقره شده‌است.